# Петър Щабеков
Петър Щабеков е български музикант, преводач и музикален критик.

## Биография

### Образование
Петър Щабеков е роден в София. Още от 5-годишна възраст започва да учи пиано при известната клавирна педагожка от онова време Елена Янкова-Колтоновска, сестра на Тамара Янкова. Още като ученик в гимназията има разностранни интереси и висока обща култура, което му позволява да подготвя изоставащи в учението ученици от по-долните класове и да осигурява издръжката на цялото семейство.
След завършване на средното си образование учи химия в Берлин, където продължава да изучава пиано и музикално-теоретични дисциплини като частен ученик. По време на престоя си в Германия посещава редица културни изяви като концерти на Емил Зауер, Фуртвенглер, както и спектакли на Германската национална опера.

### През 1930-те и 1940-те години
След завръщането си в България, поради несигурното положение на професионалния музикант, работи като химик в представителството на немския концерн „Пеликан“ (Pelikan). През този период Щабеков контактува с изтъкнати български музиканти, като е личен приятел на Димитър Ненов и Христо Обрешков.
През 1948 г. той издържа успешно нелекия конкурс за корепетитор в Софийската опера, което коренно преобръща по-нататъшната му съдба. В продължение на 20 години той работи в този наш най-представителен оперен театър. Личният му репертоар обхваща 47 опери. Участва активно в българския концертен живот като акампаниращ пианист. В рамките на тази си дейност, той е партньор на изтъкнатите по онова време певци Михаил Попов, Женя Стефанова, Райна Михайлова и др.

### Дуо с Лиляна Барева
През 1953 г. Петър Щабеков основава с голямата българска певица Лиляна Барева първото по рода си в България постоянно вокално-клавирно дуо за стилна песенна лирика, което в продължение на 25 години концертира активно както в България, така и в много европейски страни. Репертоарът на дуото обхваща около 400 художествени песни от световната класика и романтика, както и от всички български композитори. Някои от тях, като Марин Големинов и Димитър Сагаев, създават специално за двамата артисти произведения за глас и пиано.
Чрез програмите си зад граница Лиляна Барева и Петър Щабеков пропагандират неизменно и на първо място българската художествена песен. През 1967 г. големият акомпаняторски опит на Щабеков намира признание от Любомир Пипков, който го кани за корепетитор, а по-късно – като ръководител на самостоятелен клас по камерно пеене в Българската държавна консерватория (днес: Национална музикална академия „Проф. Панчо Владигеров“). Малко по-късно съвместно с известната наша пианистка Савка Попова Щабеков организира редовен клас по клавирен съпровод за студентите пианисти – факт, непознат дотогава в учебната програма на Националната музикална академия.

### Преводаческа и публицистична дейност
Наред с тази огромна изпълнителска и преподавателска дейност Петър Щабеков е един от малкото преводачи на опери в България. За нуждите на оперните театри в страната той превежда около 30 опери от италиански, немски, френски и руски език, най-известните от които са „Дон Жуан“ и „Бастиен и Бастиена“ от Моцарт, „Трубадур“ и „Фалстаф“ от Верди и др. Преводите му са еталон в трудната професия на професионалния преводач.
Освен активно концертиращ пианист, Петър Щабеков е музикален публицист, лектор на редица семинари по време на музикални фестивали, в студио „Музика“ към Българското национално радио. Той пише редица отзиви за концертния живот още от края на 40-те години на ХХ век. Особено активно работи в тази област в началото на 80-те години. Петър Щабеков е неизменен сътрудник на вестник „Музикален живот“ по това време, и почти няма брой, в който неговото име да не се откроява като автор със свой оригинален стил, дълбоко познаване на изпълнявания репертоар и – което е особено показателно – винаги с позитивно отношение към рецензирания изпълнител, без обаче да са спестени критични бележки, ако се налага.
Личност с енциклопедична култура, полиглот, естет във всеки момент от своето съществуване, Петър Щабеков оставя трайна диря в българската музика. Невписващ се в тогавашната конюнктура, той няма нито титла „доцент“, нито „професор“, но неговите дълбоки познания в областта на музиката респектират със своята многопосочност.
Петър Щабеков умира през януари 1984 г.